# Прохоров, Юрий Вадимович
Ю́рий Вади́мович Про́хоров (11 ноября 1991, Дмитров) — российский саночник. Чемпион мира 2019 года в командных соревнованиях, бронзовый призёр чемпионата Европы 2020 года в двойках. Член сборной России по санному спорту. Заслуженный мастер спорта России.

## Биография
Родился в городе Дмитров Московской области. Первый (и до сих пор единственный) тренер — Ольга Владимировна Рябова из школы «Юность Москвы». Призёр национального чемпионата и Кубка России. В 2007 году выполнил норматив мастера спорта.
На международных соревнованиях выступает с 2014 года.
Экипаж Южаков/Прохоров занял 8-е место на мировом первенстве в Сигулде. На трассе в Сочи, на чемпионате Европы, спортсмены вошли в 6-ку лучших.
На Кубке мира в Латвийской Сигулде в сезоне 2016—2017 года, в командной эстафете, стал победителем этапа. В этом же сезоне, на последнем этапе Кубка мира в Альтенберге (Германия) завоевал бронзу в командной гонке.
В начале ноября 2018 года Южаков и Прохоров на финале Кубка России по санному спорту в Сочи (отбор на этап Кубка мира в Австрии) завоевали золотые медали в индивидуальной дисциплине и в спринте.
24-25 ноября 2018 года пара Южаков — Прохоров в Иглсе на первом этапе Кубка мира стала третьей в основном спуске и второй в спринте.
КМС по тяжёлой атлетике.